# トマス・バーネット (軍事戦略家)

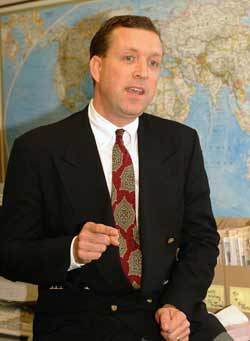

トマス・バーネット（Thomas Patrick-Meussling Barnett、1962年 - ）は、アメリカの軍事戦略家、政治学者。コンサルト企業ウィキストラット（Wikistrat）の主任分析官。テネシー大学ハワード・H・ベーカー・ジュニア公共政策センター特別招聘教授。
ウィスコンシン州出身。ウィスコンシン大学マディソン校卒業。ハーバード大学で修士号および博士号取得。1998年から2004年まで海軍大学校で教鞭を執った。また2001年10月か2003年6月まで国防総省戦力変革局補佐官として勤務した。

## 著書
- Romanian and East German policies in the Third World: comparing the strategies of Ceaușescu and Honecker, Praeger, 1992.
- The Pentagon's new map: war and peace in the twenty-first century, G. P. Putnam's Sons, 2004.

『戦争はなぜ必要か』、新崎京助訳、講談社インターナショナル、2004年
- Blueprint for action: a future worth creating, G. P. Putnam's Sons, 2005.
- Great powers: America and the world after Bush, Berkley Books, 2010.